# Retour de l’U.R.S.S.
Retour de l’U.R.S.S. (französisch „Zurück aus der UdSSR / Rückkehr aus der UdSSR“) ist ein Buch des französischen Schriftstellers André Gide, worin dieser seine Eindrücke von einer Reise in die Sowjetunion unter Stalin schildert. Das 1936 bei Gallimard in Paris erschienene Werk ist dem kommunistischen Regime gegenüber kritisch eingestellt und prangert die Verfolgung nicht linientreuer Kommunisten durch Stalin an.

## Zu den beiden Werken

### Retour de l’U.R.S.S.
In den frühen 1930er Jahren interessierte sich André Gide für den Kommunismus und war begeistert von der sowjetischen Erfahrung. Er war insbesondere in verschiedenen antifaschistischen Kreisen aktiv. Im Jahr 1936 luden ihn die sowjetischen Behörden in die UdSSR ein. Begleitet von einigen ihm nahestehenden Personen (Jef Last, Louis Guilloux, Jacques Schiffrin, Pierre Herbart und Eugène Dabit) erklärte er sich zur Reise bereit.
Bei seiner Ankunft in Moskau am 14. Juni 1936, vier Tage vor Maxim Gorkis Beerdigung, hielt André Gide am 18. Juni auf dem Roten Platz eine Lobrede auf den offiziellen Schriftsteller des Regimes. Er besucht u. a. Nikolai Ostrowski – den Verfasser des großteils autobiographischen Romans Wie der Stahl gehärtet wurde (Как закалялась сталь) – und verbarg seine Bewunderung für den jungen Schriftsteller nicht.
Er wurde jedoch schnell desillusioniert. Er akzeptierte allmählich die bittere Enttäuschung seiner Weggefährten und veröffentlichte noch im selben Jahr sein Zeugnis.

### Retouches à mon «Retour de l’U.R.S.S.»
Als Reaktion auf die Moskauer Prozesse kehrte Gide nach seiner Rückkehr aus der UdSSR mit der Veröffentlichung von Retouches à mon «Retour de l’U.R.S.S.» (Retuschen zu meinem „Zurück aus der UdSSR“) im Juni 1937 ins Spiel zurück, als eine Antwort auf die Kritik und Beleidigungen infolge der Veröffentlichung von Retour de l’U.R.S.S.
Darin gab er sich nicht mehr damit zufrieden, zu kommentieren, sondern brachte eine Anklage gegen den Stalinismus vor: «Que le peuple des travailleurs comprenne qu’il est dupé par les communistes, comme ceux-ci le sont aujourd’hui par Moscou» („auf dass das Volk der Werktätigen begreife, dass es von den Kommunisten getäuscht wird, so wie diese heute von Moskau getäuscht werden“).

## Reaktionen
Die Kommunistische Partei Frankreichs (PCF) mit Louis Aragon als Speerspitze und die sowjetischen Behörden versuchten zunächst, die Veröffentlichung von Retour de l’U.R.S.S. zu verhindern und dann die Affäre durch Schweigen zu ersticken. Nach der Veröffentlichung der Retouches kam es zu neuem Wirbel gegen ihn. Er wurde als Faschist bezeichnet und in Richtung der Rechten gedrängt, in deren Reihen er sich nicht einordnen wollte. Die Zeit für den Rückzug war gekommen. Den „Neuen Menschen“ gab es in der Sowjetunion nicht, die Politik hat ihm nicht das gebracht, was er erwartet hat.

## Rezeption
Das Buch gehört zum Werktypus eines Rückkehrberichts von Reisen aus der UdSSR. Es gilt als Prototyp dieser Gattung.
Lion Feuchtwanger fuhr als Reaktion auf das Buch nach Russland und veröffentlichte dazu das Buch "Moskau 1937", das sich, wie auch schon sein Aufsatz "Der Ästhet in der Sowjetunion", gegen Gide richtete.

## Ausgaben
- Retour de l’U.R.S.S., Gallimard, Paris 1936

(dt. Übers.) Zurück aus Sowjet-Russland Übersetzt von Ferdinand Hardekopf, 1938
- Retour de l’U.R.S.S. suivi de Retouches à mon «Retour de l’U.R.S.S.», coll. «Folio» no 4984, éditions Gallimard, 2009 (ISBN 978-2-07-034321-8).

(dt. Übers.) Gide, André: Reisen (Kongoreise, Rückkehr aus dem Tschad, Zurück aus Sowjetrussland, Retuschen zu meinem Russlandbuch). Deutsche Verlags-Anstalt (DVA), Stuttgart 1966 (Übersetzung aus dem Französischen von Gertrud Müller und Ferdinand Hardekopf)